# ألوكوسا قابسية
ألوكوسا قابسية (الاسم العلمي: Allocosa gabesia) هو نوع من العناكب الرتيلاوات الشكل من فصيلة العنكبوت الذئب.

## مناطق التواجد
هذا النوع هو من الأنواع المتوطنة في تونس.

## التسمية
أعطي اسمه إشارة إلى مكان اكتشافه في مدينة قابس.

## المنشور الأصلي
- كارل فريدريتش رويور (1959): Araneae Lycosaeformia II (Lycosidae). Exploration du Parc National de l'Upemba Mission G.F. de Witte، المجلد 55، الصفحات 11-518.

## روابط خارجية
- (بالإنجليزية) مصدر أنيمال ديفرستي ويب: Allocosa gabesia.
- (بالإنجليزية) مصدر بيوليب: Allocosa gabesia Roewer, 1959.
- (بالإنجليزية) مصدر دليل الحياة: Allocosa gabesia Roewer, 1959.
- (بالفرنسية) مصدر نظام المعلومات التصنيفية المتكامل: Allocosa gabesia Roewer, 1959.
- (بالإنجليزية) مصدر العالمي المفهرس البيولوجي والمنظم: Allocosa gabesia Roewer, 1959.
- (بالإنجليزية) مصدر دليل العنكوب العالمي: Allocosa gabesia Roewer, 1959 dans la famille Lycosidae.